# Rune Carlsten
Rune Wilhelm Carlsten (ur. 2 lipca 1890 w Sztokholmie, zm. 12 października 1970 w Täby) – szwedzki reżyser, aktor i scenarzysta.
W latach 1912–1913 grał w Teatrze Szwedzkim w Sztokholmie, w latach 1913-1914 w Teatrze Szwedzkim w Helsinkach, w latach 1926-1932 w szwedzkim rewiowym Oscarsteatern. Występował w rolach komicznych i charakterystycznych. W roku 1933 został zatrudniony w Królewskim Teatrze Dramatycznym w Sztokholmie, gdzie pracował jako aktor i reżyser. W tym samym czasie realizował filmy nieme, a od roku 1930 włączył się w produkcję filmów dźwiękowych.

## Wybrana filmografia
- 1919 – Ett farligt frieri (Niebezpieczne zaloty)
- 1920 – Familjens traditioner (Tradycje rodzinne)
- 1920 – Robinson i skärgården (Robinson z archipelagu)
- 1930 – Hjärtats röst (Głos serca)
- 1933 – Tystnadens hus (Cichy dom)
- 1942 – Doktor Glas
- 1945 – Svarta rosor (Czarne róże)